# Ander Page
Pour les articles homonymes, voir Page.
Ander Page, née Julia Raquinio le 28 janvier 1980 à Hawaï, est une actrice américaine de films érotiques et pornographiques.

## Biographie
En juin 2003, Ander Page a fait la couverture du magazine érotique Hustler.

## Filmographie
Films érotiques
- 2001 : 7 Lives Xposed (série télévisée) : Maria
- 2002-2003 : Hotel Erotica (série télévisée) : Jillian / Tia / Sandy
- 2004 : Black Tie Nights (en) (série télévisée) : Lola
- 2004 : Forbidden Lust
- 2006 : Educating Elainia
- 2006 : Educating Brittney 2
- 2006 : Secrets of a Secretary

Films pornographiques
- 2002 : Lost Innocence 1: Auditions
- 2002 : Latin Extreme 2
- 2002 : Deepthroat Virgins 1
- 2002 : A Perverted Point of View 6
- 2002 : Oak's Seven
- 2002 : Reluctance
- 2002 : 2 on 1#14 : Ander
- 2002 : The Bondage Among Us : Ander
- 2002 : Vinyl Dolls : Franny
- 2002 : Nasty Nymphos 35
- 2003 : Young Latin Girls 5
- 2003 : Young Chicks Who Drink Dicks 2
- 2003 : Young as They Cum 11
- 2003 : When the Boyz Are Away the Girlz Will Play 11
- 2003 : Two Dicks in One Chick 3
- 2003 : Teen Dreams 4
- 2003 : Love Stories
- 2003 : Lewd Conduct 16
- 2003 : Grrl Power! 15
- 2003 : Goo Girls 12
- 2003 : Eighteen
- 2003 : Down the Hatch 10
- 2003 : Double Stuffed 1
- 2003 : Code Name: Aida and Other Tales : l'Androïde
- 2003 : Campus Confessions 6
- 2003 : Campus Confessions 5
- 2003 : Bordello Exposed 2
- 2003 : Barely Legal 36
- 2003 : Anal Trainer
- 2003 : Adept Maid Institute : Ander
- 2003 : Paranoia, Inc.
- 2003 : Hogties & Other Bondage Stories
- 2003 : Cum Swapping Sluts 4
- 2003 : The Sex Substitute 2 : Melinda
- 2003 : Blow Me Sandwich : Ander
- 2003 : Hot Showers 10
- 2003 : Young Sluts, Inc. 11
- 2003 : Ass Cream Pies 2
- 2004 : Wild on X 1
- 2004 : Welcome to the Valley
- 2004 : Space 2077
- 2004 : North Pole#49
- 2004 : Ladies in Lust
- 2004 : I Fucked My High School Teacher 5
- 2004 : A2m 3
- 2004 : Dark Side
- 2005 : Three's Cumpany
- 2005 : All Ass Blowout 1
- 2005 : Cum Drenched
- 2005 : Asstravaganza 1
- 2006 : My Open Minded Wife

## Récompenses
Distinctions
Nominations
- 2004 XRCO Award - Unsung Siren
- 2004 AVN Award – Best New Starlet
- 2004 AVN Award – Best Anal Sex Scene (2 on 1 #14, nommée avec Melody et Erik Everhard)